# ウィリー・ポスト

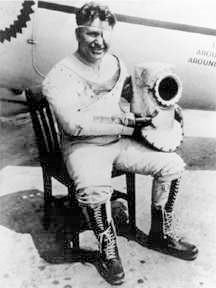
自分の設計した与圧服を着用したウィリー・ポスト

ウィリー・ポスト（Wiley Post ：1898年11月22日 - 1935年8月15日）はアメリカ合衆国の1930年代の飛行家。初の世界一周飛行に成功し、隻眼のパイロットである。計器飛行装置を初めて長距離飛行へ応用したほか、与圧服を世界で初めて使用するなど航空技術の開発を行った。
- 1931年6月23日から7月1日にかけて、ロッキード ベガ「ウィニー・メー号」で航法士ハロルド・ガティと世界一周飛行、8日間15時間51分の記録を樹立した。
- 1933年7月15日から7月22日に単独飛行で7日間19時間の記録を樹立した。
- 1934年に自分の設計した与圧服で高度55,000 ft（約17,000 m）の飛行を行った。
- 1935年アラスカで事故死した。オクラホマ州のウィリー・ポスト＝ウィル・ロジャース記念空港に名前が記念されている。

## 最後の飛行
1935年、ポストはアメリカ西海岸からロシアへ至る空路開拓に興味を抱いていた。資金不足から、彼は2機の飛行機(胴体はロッキード社オリオン、および羽根は、同じくエクスプローラー)から部品を寄せ集めて飛行機を作った。エクスプローラーの羽根はオリオンよりも1.8mほど長かったので、その点は有利だった。ただし、エクスプローラーの主翼は、着陸用車輪を引き込めることができず。この設計は水上機向きであったのでアラスカやシベリアの湖に着水する目的にも合致していた。ロッキードは彼の要求をきっぱりと断った。何故ならこの2つの機体の特性を両立させることは無理で危険だと考えたからである。しかし彼の考えを変えることは出来なかった。
彼の友人の、コラムニストとして有名なウィル・ロジャースはしばしば、カリフォルニアの空港の、飛行機修理業の Pacific Airmotive 社に彼を訪ねて、アラスカを飛んで、新聞コラムのネタを提供するように依頼した。
ポストは、発注していた飛行機用のフロートが届かなかったので、別のより大きな飛行機用に作られたフロートを組み付けた。(
Bryan Sterling の研究によると、正しいフロートであった、とされている)
この年の7月にテスト飛行を実施し、8月初旬には、ポストとロジャースは飛行を開始し、シアトルを離れ、アラスカに何ヶ所か着陸した。ポストが飛行機を操縦し、ロジャースがタイプライターでコラムを書いた。そしてアラスカのフェアバンクスを離れる前に、サウスコースト・コリント・ヨットクラブのペナント(三角旗)にサインを書いて郵送した。この署名入り三角旗は、カリフォルニア州マリーナ・デル・レイのサウスコースト・コリント・ヨットクラブに展示されている。
8月15日、フェアバンクスからポイント・バローへ向けての飛行であとほんの数kmで悪天候から飛んでいる位置が分からなくなり、方向を聞くために湖に着水した。離陸のときに低高度でエンジンが止まり、低速度では機首の重い機体を操縦できなくなって湖に突っ込み、右翼が折れて、機体は浅い湖で裏返しとなった。二人とも即死だった。